# Blow Up the Outside World
«Blow Up the Outside World» es el tercer sencillo extraído del disco Down On the Upside de Soundgarden, editado en noviembre de 1996. La canción se convirtió en un éxito, llegando al número uno en Estados Unidos y permaneciendo ahí durante cuatro semanas.
- Datos: Q703626